# Мезенда
Мезенда (Мензенда) — река в Костромской области России, протекает по территории Буйского района, часть верхнего течения — в Солигаличском. Устье реки находится в 148 км от устья реки Костромы по левому берегу. Длина реки составляет 47 км, площадь водосборного бассейна — 174 км².

## Данные водного реестра
По данным государственного водного реестра России относится к Верхневолжскому бассейновому округу, водохозяйственный участок реки — Кострома от истока до водомерного поста у деревни Исады, речной подбассейн реки — Волга ниже Рыбинского водохранилища до впадения Оки. Речной бассейн реки — (Верхняя) Волга до Куйбышевского водохранилища (без бассейна Оки).
Код объекта в государственном водном реестре — 08010300112110000012151.